# Рибачук Сергій Володимирович
Сергі́й Володи́мирович Рибачу́к — головний сержант Збройних сил України, учасник російсько-української війни, відзначився у ході російського вторгнення в Україну. Кавалер ордена «За мужність» III ступеня.

## Нагороди
- орден «За мужність» III ступеня (2022) — за особисту мужність і самовіддані дії, виявлені у захисті державного суверенітету та територіальної цілісності України, вірність військовій присязі.